# Distretto scolastico
Il distretto scolastico, in Italia, è un livello della gestione della scuola. Istituito nel 1974, dal 2003, spogliato di tutte le sue funzioni amministrative, rimane un riferimento geografico.
Esistono entità simili (chiamati in lingua inglese "school districts") negli Stati Uniti d'America ed in Canada. In Inghilterra e Galles furono istituiti nel 1870 con il nome di "school boards", e continuano ancora oggi ad esistere, col nome di local education authority.

## Distretti scolastici in Italia
I distretti scolastici furono creati dal DPR n° 416 del 31 maggio 1974, articolo 9 e seguenti, meglio noto come "Provvedimenti Delegati sulla scuola".
Il distretto per essere costituito doveva avere almeno 10.000 abitanti, fino ad un massimo di 200.000: benché il legislatore raccomandasse di conservare per quanto possibile l'unità del territorio comunale, molto spesso dovettero essere aggregarti diversi comuni o suddivisi in zone i territori di comuni molto popolosi.
Il distretto fu dotato di un organo di gestione ed autogoverno, il Consiglio scolastico distrettuale, livello intermedio degli organi collegiali della scuola, gli organismi di partecipazione democratica della scuola istituiti con i "Provvedimenti Delegati" del 1974. Esso era composto da personale della scuola, della società civile (imprenditori, rappresentanti delle associazioni), della politica locale, e poteva essere formato addirittura da 35 membri.
Il Consiglio distrettuale fu preposto (ex art. 12 DPR 416/1974):
- "allo svolgimento di attività parascolastiche, extrascolastiche e interscolastiche";
- "ai servizi di orientamento scolastico e professionale, e a quelli di assistenza scolastica ed educativa";
- "ai servizi di medicina scolastica e di assistenza psicopedagogica";
- "ai corsi di scuola popolare, di istruzione degli adulti e alle attività di educazione permanente e di istruzione ricorrente";
- "al potenziamento delle attività culturali e sportive destinate agli alunni";
- "ad attività di sperimentazione".

I distretti scolastici, dopo alcuni decenni di contrastata attività, sono stati svuotati di funzione e dichiarati soppressi al 31 dicembre 2001. La legge finanziaria 2003 (n° 289 del 27 dicembre 2002), promossa dal secondo governo Berlusconi, al comma 4 dell'articolo 35 ha cancellato di fatto i distretti scolastici dal panorama dell'organizzazione scolastica italiana, dichiarando trasferiti tutto il personale impegnato nei distretti alle scuole.
Ad oggi così i distretti scolastici sono dei contenitori svuotati che continuano ad esistere solo sulla carta come entità geografiche di comodo.

## Distretti scolastici in Inghilterra e Galles

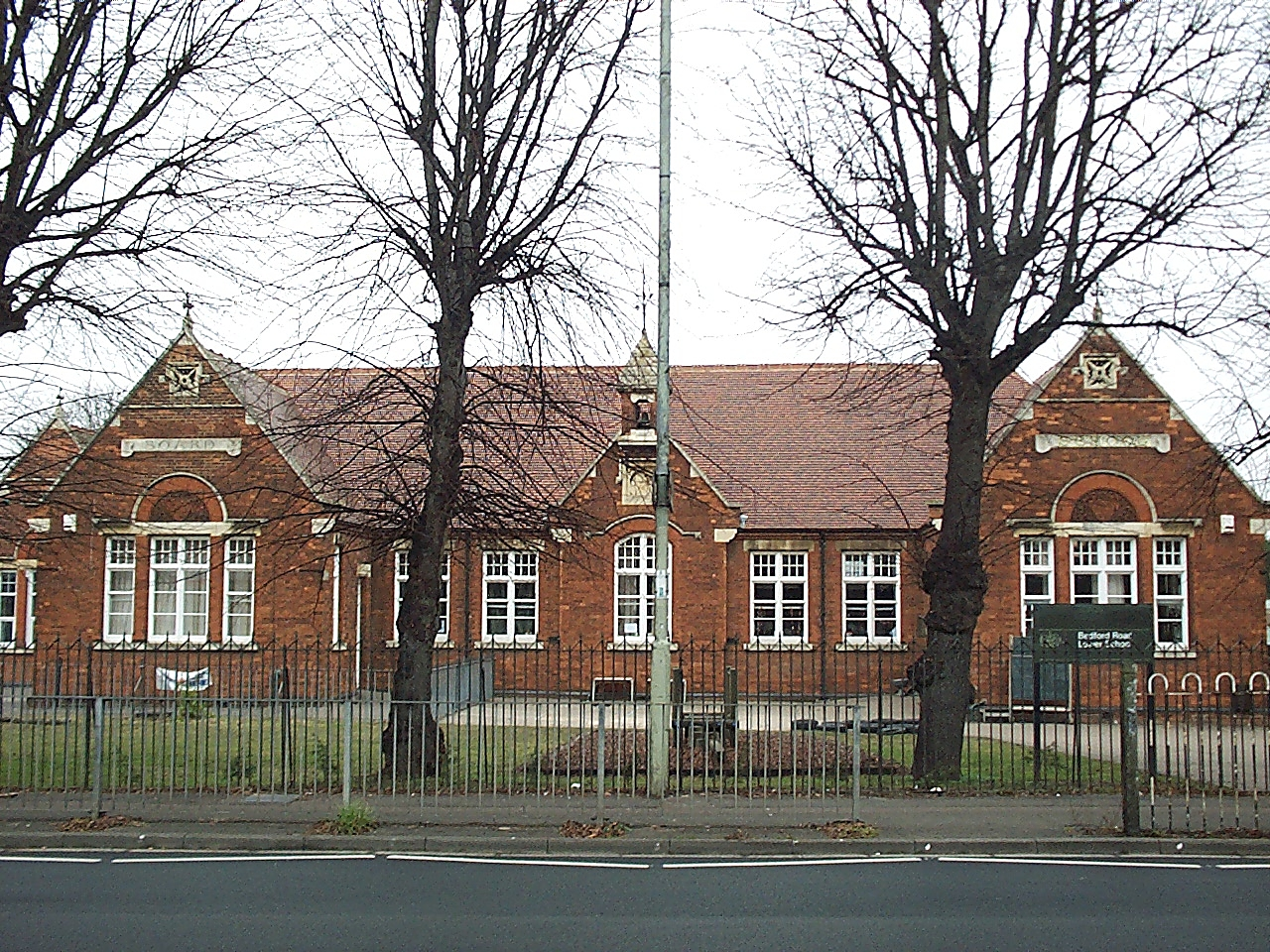
La sede di uno "school board" a Kempston, Bedfordshire, in Inghilterra.

Gli "school boards" furono istituiti dall'"Elementary Education Act" del 1870 ("legge sulla scuola elementare"), dopo un'intensa campagna condotta da politici liberali come George Dixon e Joseph Chamberlain per togliere alla Chiesa anglicana il monopolio dell'istruzione primaria nel Regno Unito. Si trattava di organismi elettivi su scala territoriale che si occupavano di raccogliere i fondi per la costruzione di edifici scolastici e per sovvenzionare gli studenti poveri (la scuola primaria ancora non era gratuita), e soprattutto vigilare sull'ingerenza della Chiesa nell'istruzione dei ragazzi.
Gli "school boards" furono soppressi dal nuovo "Education Act" del 1902, che li sostituì con i "Local education authority" (LEA), "Autorità locali dell'educazione". Londra ha un'organizzazione scolastica particolare, la "Inner London Education Authority", costituita nel 1965 dall'accorpamenti dei vecchi LEA.
Nel 1988 una nuova riforma dell'istruzione, l'"Education Reform Act", ha tolto l'istruzione secondaria alla competenza dei LEA, costituendo di fatto le scuole superiori in enti a sé stanti. Dal 2004, in forza del "Children Act" di quell'anno, i LEA sono anche competenti per tutti i servizi dei ragazzi e giovani. Ad oggi esistono 122 LEA in Inghilterra e 22 in Galles.

## Distretti scolastici negli Stati Uniti
I distretti scolastici sono responsabili per la gestione di tutte le scuole pubbliche in una determinata regione. Si tratta di un unico organismo politico, l'equivalente di una città o una regione, e ha numerosi poteri, come ad esempio la raccolta di tasse.
I distretti scolastici hanno un organo legislativo, chiamato il consiglio d'istituto, il consiglio di amministrazione o consiglio scolastico, i cui membri sono eletti direttamente dal popolo tenendo una votazione. Questi comitati hanno a loro volta la responsabilità di eleggere un sovrintendente, di solito un insegnante altamente qualificato, che agisce come amministratore delegato del consiglio e prende le decisioni più importanti. Di tanto in tanto il distretto può agire come un tribunale, applicando sanzioni agli impiegati o agli studenti.
Negli Stati Uniti non tutti i distretti e i sistemi scolastici sono entità distinte. In alcuni Stati, come nel Maryland, tutti i distretti sono subordinati al governo statale. Altri stati, come New York, hanno i distretti scolastici controllati dalle una contee o delle città.
Nel 2002 c'erano 13.506 distretti scolastici negli USA, 178 sistemi scolastici gestiti direttamente dallo Stato, 1.330 sistemi scolastici gestiti direttamente dalla città o della provincia in cui operano e 1.196 agenzie formative.